# 27291 Greghansen
27291 Greghansen este un asteroid din centura principală de asteroizi.

## Descriere
27291 Greghansen este un asteroid din centura principală de asteroizi. A fost descoperit pe 5 ianuarie 2000 la Socorro, New Mexico, în cadrul proiectului LINEAR. Asteroidul prezintă o orbită caracterizată de o semiaxă mare de 2,22 ua, o excentricitate de 0,16 și o înclinație de 4,9° în raport cu ecliptica.